# Lyckoax
Lyckoax, tidigare kallad mexikansk humleknopp, Justicia brandegeeana,  är en akantusväxtart som beskrevs 1969 av Dieter Carl Wasshausen och Lyman Bradford Smith som nytt namn för den av Townshend Stith Brandegee år 1912 beskrivna Beloperone guttata. Då det redan fanns en Justicia guttata fick Wasshausen och Smith ge den ett nytt artepitet. De stavade dock detta brandegeana, vilket är felaktigt i enlighet med artikel 60.1 i ICN, och denna felstavning dyker ofta upp.
Den har ljusgröna, äggrunda blad, gräddvita blommor med purpurrött svalg och röda eller orangefärgade stödblad i slanka, axlika blomställningar. Lyckoax infördes från Mexiko till Sverige som krukväxt 1935 och blev snabbt omtyckt. Blommorna har mycket kort livslängd.

## Bildgalleri

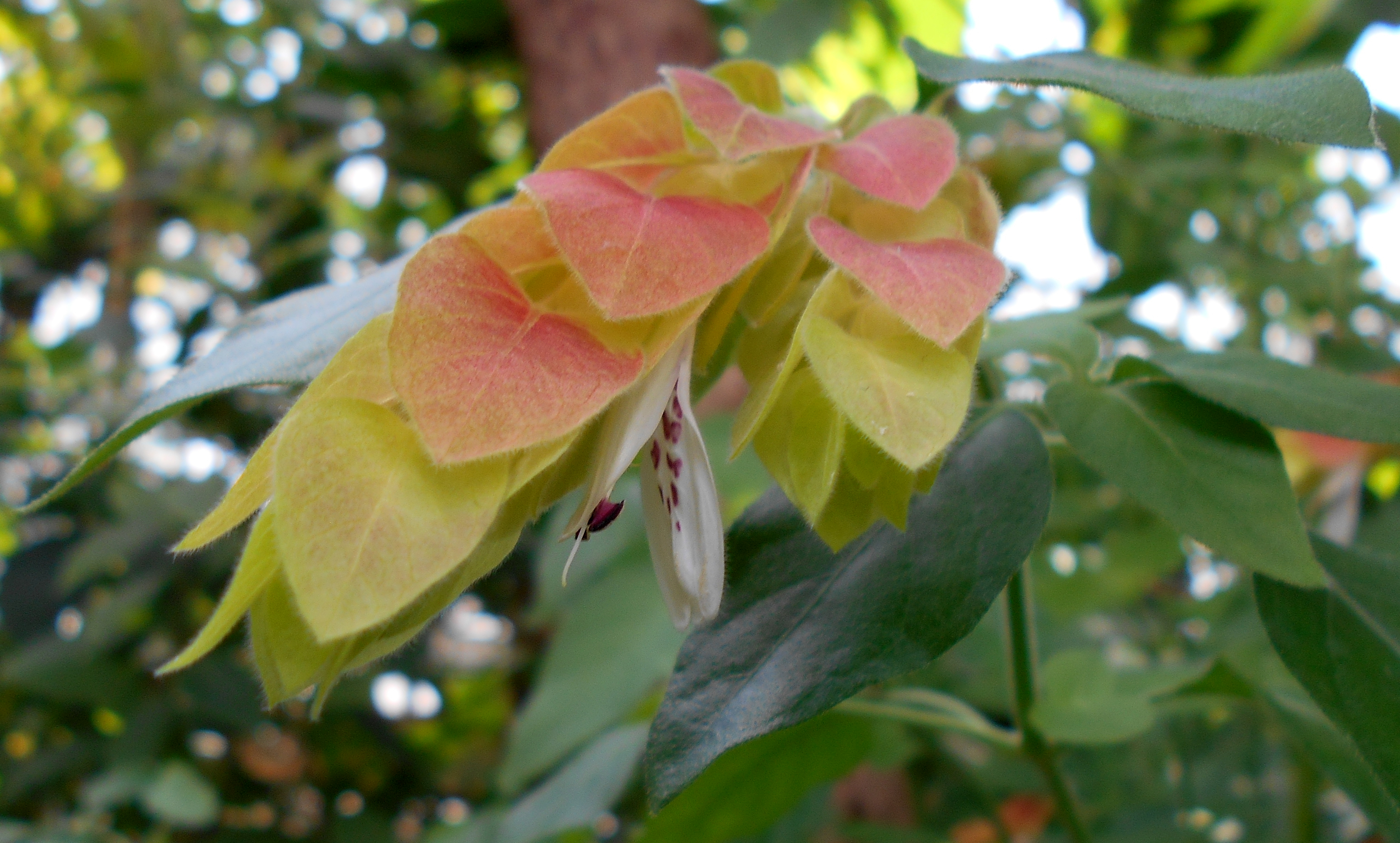
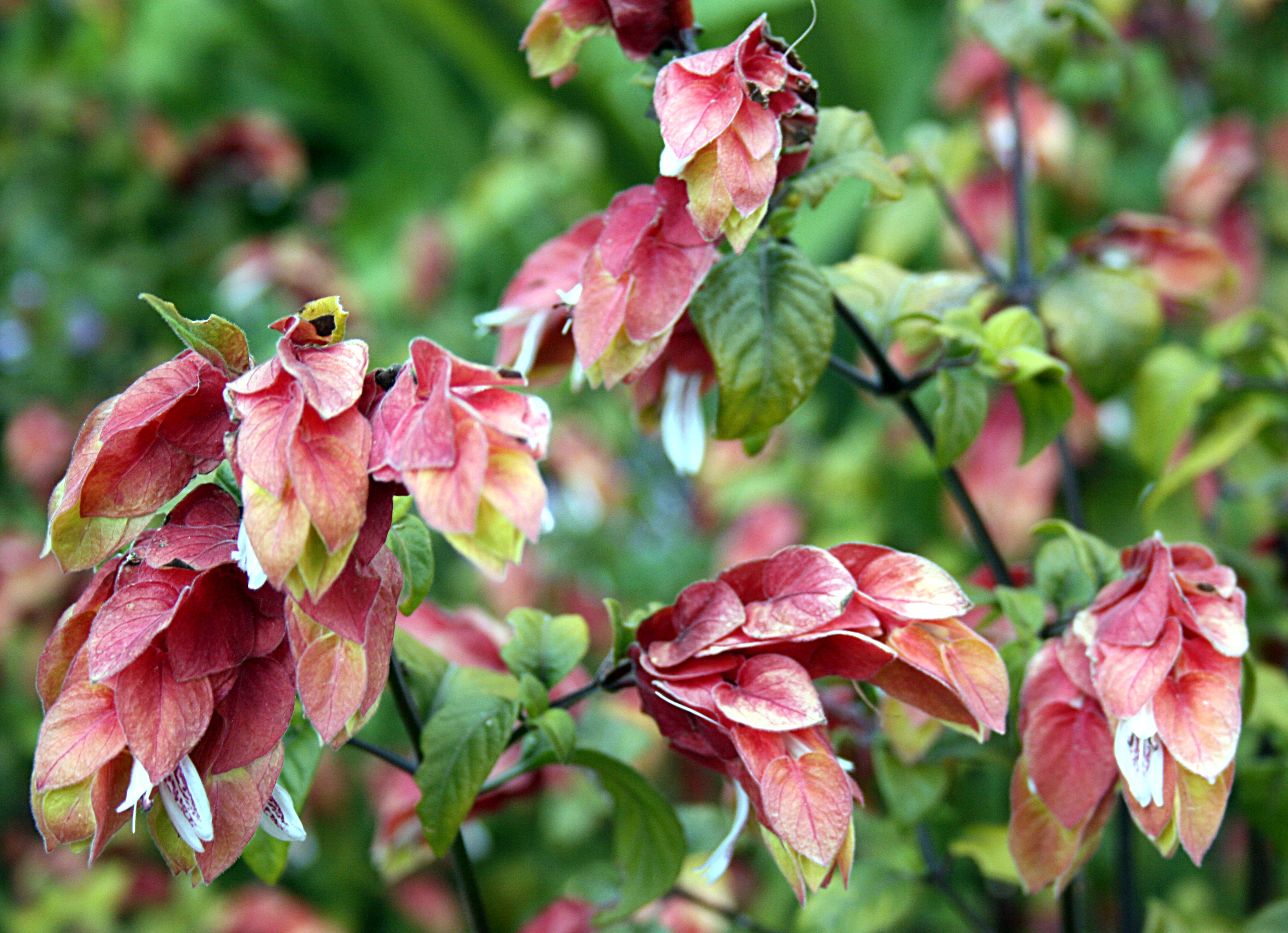
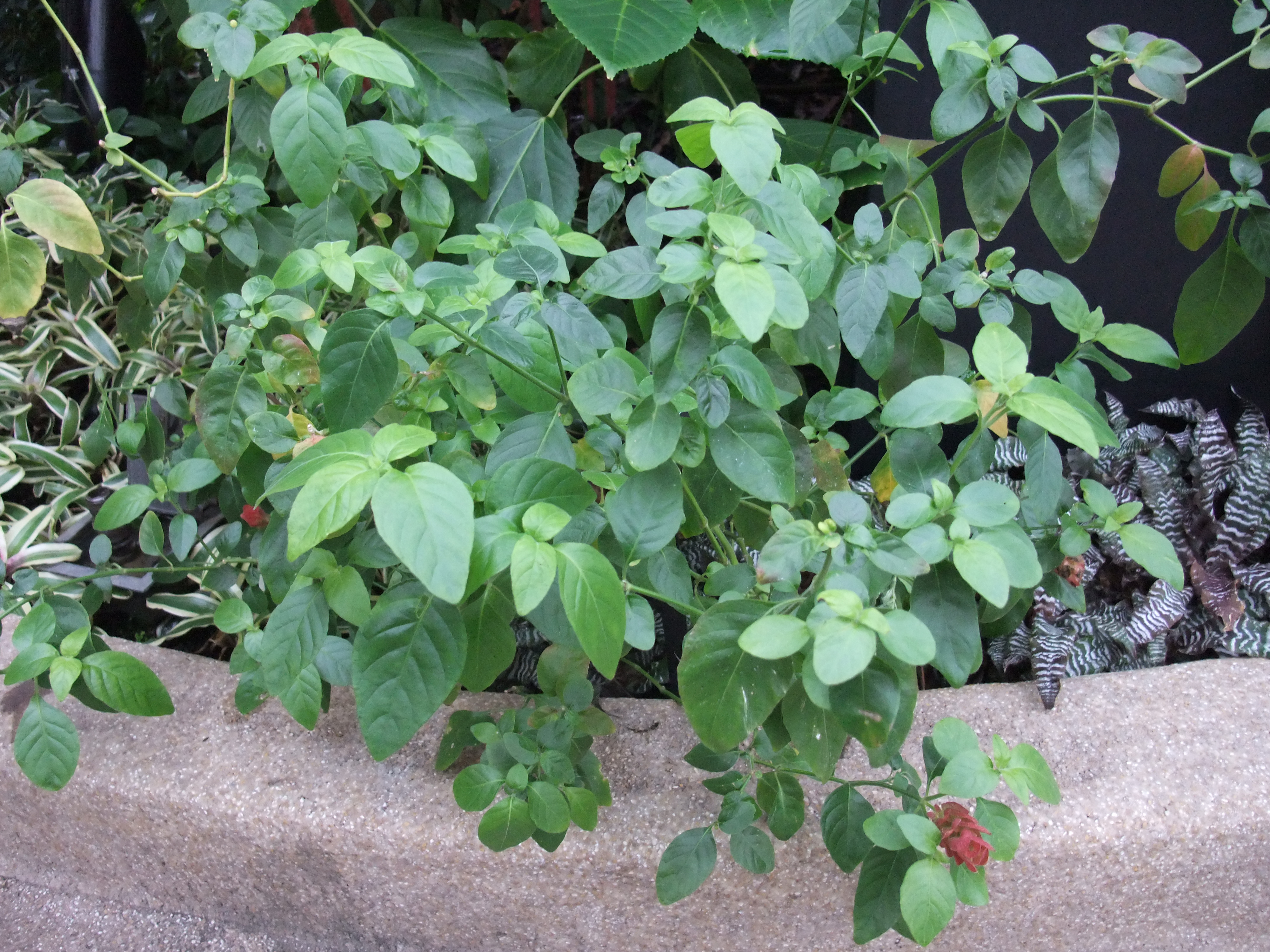